# Menhir de Méniche
Le Menhir de Méniche, dénommé aussi Peyre Soule, est un menhir situé sur la commune de Classun, dans le département des Landes, en Nouvelle-Aquitaine.

## Description
C'est un monolithe en grès de Coudures. Il mesure 4,50 m de long pour 1,80 m de large et 1 m d'épaisseur en moyenne.
Il est désormais renversé au sol.